# Centrale nucléaire de Mochovce
La centrale nucléaire de Mochovce (Atómové elektrárne Mochovce en slovaque) est située près du village abandonné de Mochovce, à mi chemin de Nitra et Levice  dans le district de Levice et à 120 km à l’est de Bratislava.

## Description
La centrale est équipée de trois réacteurs à eau pressurisée de conception soviétique du type VVER-440/213 opérationnels et d'un réacteur du même type en construction.
| Nom du réacteur | Modèle       | Puissance brute (MW) | Puissance nette (MW) | Début de construction | Raccordement au réseau | Mise en service commercial |  |
| --------------- | ------------ | -------------------- | -------------------- | --------------------- | ---------------------- | -------------------------- |  |
| Mochovce-1      | VVER-440/213 | 470                  | 436                  | 13 octobre 1983       | 04.07.1998             | 29.10.1998                 |  |
| Mochovce-2      | VVER-440/213 | 470                  | 436                  | 13 octobre 1983       | 20.12.1999             | 11.04.2000                 |  |
| Mochovce-3      | VVER-440/213 | 470                  | 440                  | 27 octobre 1987       | 31.01.2023             |                            |  |
| Mochovce-4      | VVER-440/213 | 470                  | 440                  | 27 janvier 1987       |                        |                            |  |

Les réacteurs 3 et 4, dont la construction avait commencé en 1985, étaient restés inachevés à la suite de l’effondrement du régime communiste. Après reprise des travaux par Enel, la tranche 3 est connectée pour la première fois au réseau le 31 janvier 2023, et sera soumise à divers tests de puissance avant sa mise en service commerciale. Elle couvrira à elle seule environ 13 % de la consommation de la Slovaquie. Le démarrage de la tranche 4 est prévu en 2023.